# Sint-Nicolaaskerk (Oostrum)
De Sint-Nicolaaskerk is een monumentale, in de 16e eeuw gebouwde, kerk in Oostrum in de Nederlandse provincie Friesland. De kerk is erkend als een rijksmonument en is eigendom van de Stichting Alde Fryske Tsjerken.

## Geschiedenis
De kerk staat op een deels afgegraven terp. De toren van de kerk is aanmerkelijk ouder dan het kerkgebouw. De toren met zadeldak is gebouwd in de 13e eeuw. De kerk zelf is waarschijnlijk in de 16e eeuw gebouwd. De schattingen hieromtrent lopen enigszins uiteen. In tegenstelling tot zuidelijke muur met zes vensters, telt de noordelijke muur slechts één venster. Op het dak liggen aan de zuidzijde halfronde pannen, beurtelings met de bolle en met de holle kant naar boven. Dergelijke dakpannen worden ook nonnen en monniken genoemd.
Bij restauratiewerkzaamheden in 1973 zijn in de kerk muurschilderingen gevonden, waarschijnlijk uit 1582, met een bijzonder karakter. Het zijn afbeeldingen van een vijftal gotische kerken en een toren. Niet duidelijk is welke kerken worden afgebeeld, een van de kerken vertoont gelijkenis met de abdijtoren van Dokkum.
In de kerk bevinden zich rouwborden van de familie Eelcama en een herenbank van de familie Mellema. De kerkklok is in 1457 vervaardigd door de klokkengieter H. Kokenbacker.

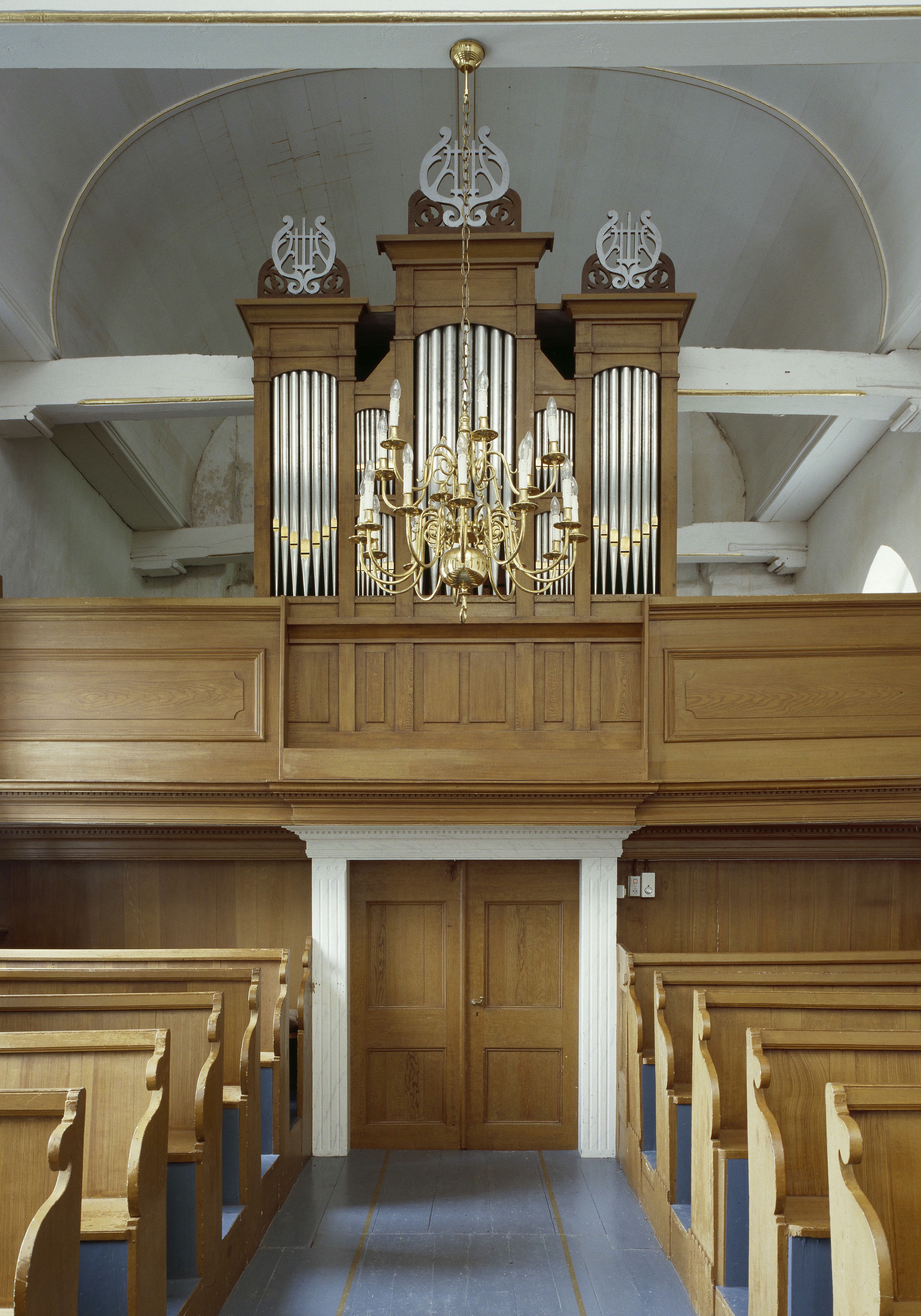
Interieur met orgel
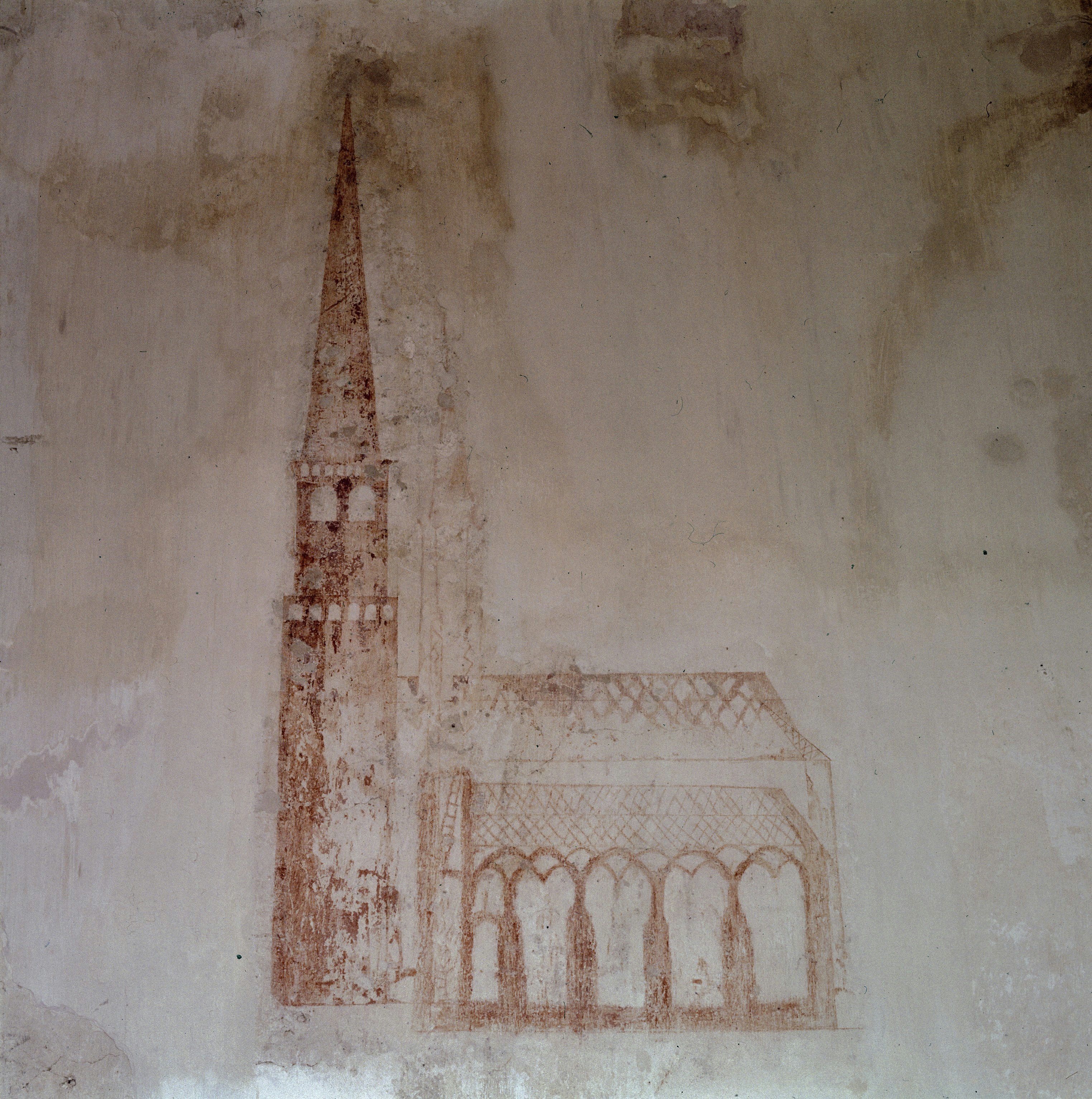
Muurschildering